# Ветошниково
Ве́тошниково (рос. Ветошниково, башк. Ветошников) — присілок у складі Башкортостану, Росія. Входить до складу Уфимського міського округу, Ленінського району міста Уфа.
Населення — 260 осіб (2010, 152 у 2002).
Національний склад:
- росіяни — 87 %